# Altes Gymnasium Oldenburg
Das Alte Gymnasium (AGO) ist die älteste Schule der ehemaligen Residenzstadt des Großherzogtums Oldenburg und heutigen niedersächsischen Universitätsstadt Oldenburg.

## Geschichte
Das Alte Gymnasium zu Oldenburg wurde 1573 von Graf Johann als Lateinschule gegründet und 1792 von Herzog Peter Friedrich Ludwig reformiert. Seit 1815 war es Hort und Zentrum humanistischer Bildung im Oldenburger Land.
Das neuromanische Gebäude am Theaterwall 11 wurde von 1874 bis 1878 von Heinrich Wilhelm Ludwig Wege errichtet und 1927 um den „Turm“ erweitert. Die Mauern blieben beim Schulbrand am 3. März 1998 weitgehend verschont; in Mitleidenschaft gezogen wurden aber die Aufbauten aus den 1970er Jahren und die historische Aula mit ihrem Wandmalereien und Deckentäfelungen; sie konnten im Jahre 2001 wiederhergestellt werden. Auch wurde die alte Dachkonstruktion rekonstruiert, die 1971 durch den Aufbau der Dachgeschosse verändert worden war.
Den heutigen Namen erhielt die Schule 1957. 1968 bekam die Schule aus Platzmangel zusätzliche Unterrichtsräume in der Roonstraße in einer alten Villa.

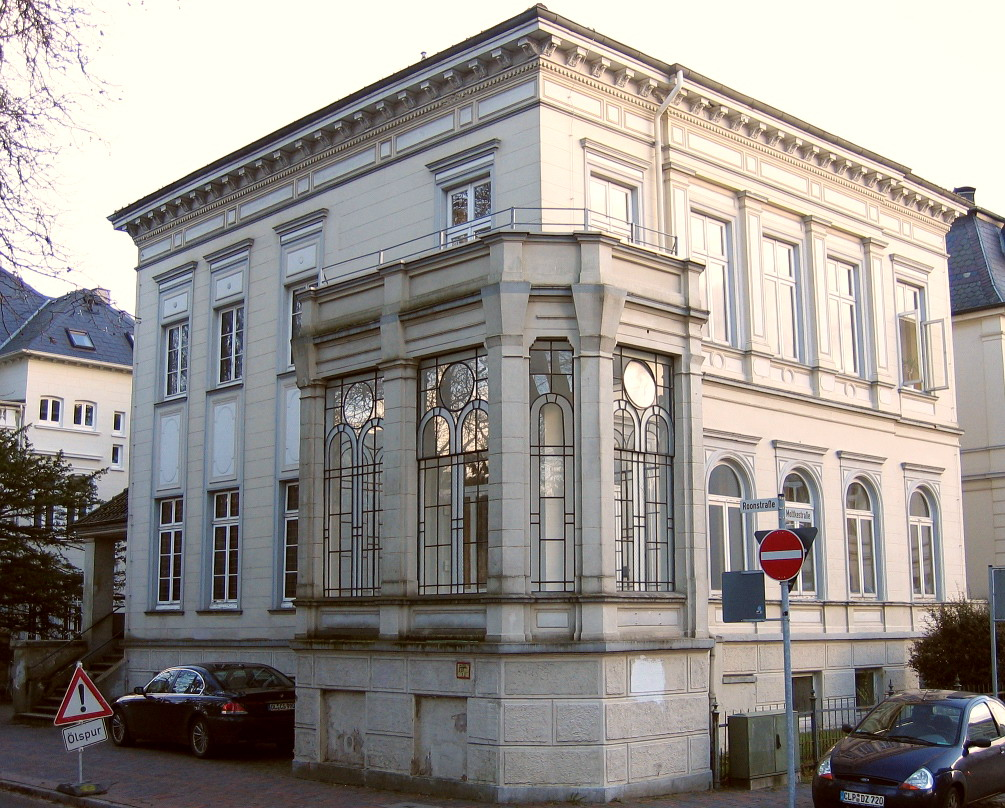
Villa Roonstraße

Nach dem Schulbrand im Jahr 1998 wurde nicht nur die Aula restauriert, sondern es wurden zudem moderne naturwissenschaftliche Räume geschaffen, die heute die Grundlage der überregionalen naturwissenschaftlichen Stärke der Schule darstellen.
2014 erfolgte die Eröffnung des NanOLabors, die Anerkennung als Offene Ganztagsschule und durch die Sanierung und Neugestaltung der Außenfläche vor dem Portal die Integration der Schule in die moderne Oldenburger Stadtentwicklung.
2018 wurde der Schule aufgrund der hohen Anmeldezahlen von der Stadt die Vierzügigkeit zuerkannt.
2024 wurde der Neubau eingeweiht in dem sich eine neue Turnhalle und Klassenräume befinden.

## Persönlichkeiten

### Bekannte Schüler
In Klammern das Jahr des Abiturs

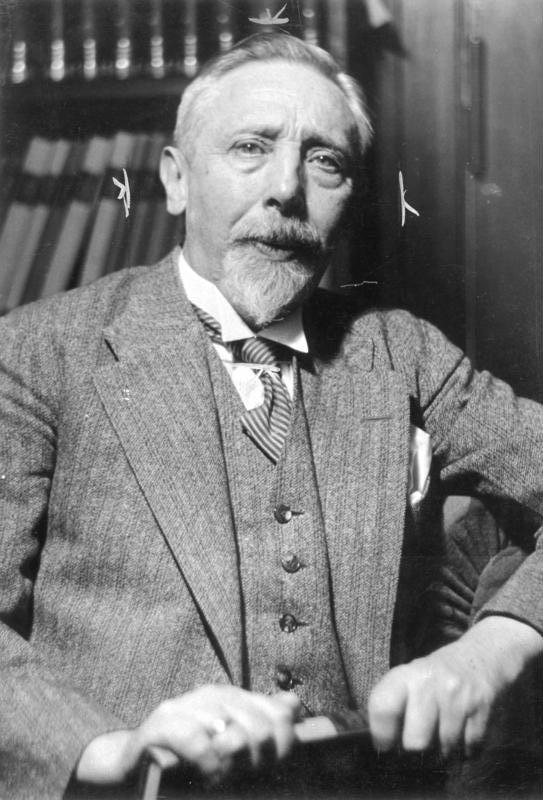
Hermann Oncken, 1887 Abitur am AGO

Karl Jaspers, 1901 Abitur am AGO

- Jacob Christoph Rudolph Eckermann (1770), evangelischer Theologe und Hochschullehrer in Kiel
- Johann Friedrich Herbart, (1793) Philosoph und Pädagoge
- Diedrich Konrad Muhle (1780), Chronist
- Bernhard Jacob Friedrich von Halem (1785), Beamter und Übersetzer
- Karl Ludwig von Woltmann (1787), Historiker
- Dietrich Klävemann (* 1814, † 1889), Verwaltungsjurist und Abgeordneter in Oldenburg
- Carl Peter Wilhelm Gramberg (1816), Theologe und Pädagoge
- Peter Heinrich Barleben (1820), oldenburgischer Verwaltungsbeamter
- Friedrich Andreas Ruhstrat (1835), (* 1818, † 1896), Staatsminister im Großherzogtum Oldenburg
- Wilhelm Heinrich Schüßler (1857), Arzt
- Lothar Meyer (1851), Chemiker
- Günther Jansen (* 1831, † 1914), Staatsminister im Großherzogtum Oldenburg
- Peter Friedrich Nicolaus Meyer (1873), oldenburgischer Verwaltungsjurist und Abgeordneter, Regierungspräsident des Fürstentums Lübeck
- Friedrich Julius Heinrich Ruhstrat (1873), (* 1854, † 1916), Staatsminister im Großherzogtum Oldenburg
- Ferdinand Hardekopf (* 1876, † 1954), Dichter, Publizist, Übersetzer, Reichstagsstenograf
- Eugen von Finckh (1877), Ministerpräsident 1923–1930 des Freistaates Oldenburg
- Hermann Oncken (1887), Historiker
- Erich Koch-Weser (1893), Reichsinnenminister 1919–1921 in der Weimarer Republik
- Enno Littmann (1894), Orientalist, der erste Übersetzer von Tausendundeine Nacht
- Theodor Francksen (1896), Kunstsammler
- Carl Ramsauer (1897), Physiker
- Karl Jaspers (1901), Philosoph
- Wilhelm Flor (1901), Jurist im Kirchendienst
- Heinrich Krahnstöver (1902), Oberbürgermeister der Stadt Oldenburg
- Rudolf Karl Bultmann (1903), Theologe
- Ulrich Gabler (1932), Schiffbauingenieur
- Peter Caesar, Landesjustizminister
- Bernd Schiphorst (1962), Medienmanager
- Gert Schiff, Kunsthistoriker (1943)[5]
- Tilman Nagel (1962), Orientalist
- Ralf Schnell (1965), Literaturwissenschaftler
- Klaus Addicks (1967), Anatom
- Friedrich Goerisch (1967), Mathematiker
- Niklas Holzberg (1967), Altphilologe
- Klaus Modick (1971), Schriftsteller
- Ulrich Lunscken (1971), Botschafter in Kuba
- Jörg Bensberg (1979), Jurist, Politiker und Landrat
- Winrich Freiwald (1988), Neurowissenschaftler, Empfänger des Kavli-Preises für Neurowissenschaften 2024
- Stephan Westphal (1996), Mathematiker, Hochschullehrer
- Sebastian Prignitz (1999), Epigraphiker und Archäologe
- Dirk Stamer (2000), Politiker (SPD) und Wirtschaftsinformatiker

### Bekannte Lehrer
- Johann Michael Herbart, Pädagoge und Vordenker der Aufklärung, Lehrer an der Lateinschule Oldenburg ab 1730, ab 1734 Rektor (bis 1768)[6]
- Martin Ehlers, Reformpädagoge, Aufklärer und Professor für Philosophie, Rektor der Lateinschule Oldenburg von 1768 bis 1771
- Johann Siegmund Manso, von 1772 bis 1796 Rektor
- Friedrich Reinhard Ricklefs (1769–1827), seit 1792 Lehrer und von 1811–1827 Gymnasialdirektor
- Adam Christian Gaspari, Geograph, Lehrer am Gymnasium Oldenburg von 1797 bis 1803
- Christian Wilhelm Ahlwardt, Philologe, am Gymnasium von 1797 bis 1811, Ossian-Übersetzer, Rektor der Universität Greifswald
- Adolf Stahr, Konrektor, Philologe und Schriftsteller des Nachmärz
- Konrad Wilhelm Adolf Laun (1808–1881), deutscher Romanist und Literaturhistoriker, Lehrer am Alten Gymnasium ab 1851[7]
- August Lübben (1818–1884), deutscher Germanist und Bibliothekar, Lehrer für Latein, Griechisch, Hebräisch, Religion und Deutsch
- Karl Sartorius, Ornithologe
- Otto Carnuth (1843–1899), Latinist, Oberlehrer
- Wilhelm Wisser (1843–1935), deutscher Gymnasialprofessor und Märchensammler, Oberlehrer am Alten Gymnasium von 1902 bis 1908
- Adolf Niesmann, Maler und Kunsterzieher, Lehrer am Alten Gymnasium ab 1921[8]
- Hans Hanken, Philologe und Verfasser der grundlegenden Arbeit über das „Kollegiatstift St.Lamberti“
- Hein Bredendiek, Maler und niederdeutscher Schriftsteller, Kunsterzieher am Alten Gymnasium von 1952 bis 1972
- Jürgen Weichardt, Kunstkritiker und -Sammler[9], Lehrer am Alten Gymnasium von 1966 bis 1995

## Heute
Die ehemals für die Oberstufe benutzen Räume der Villa Roonstraße werden inzwischen für die Mittelstufe verwendet. Bei der Villa Roonstraße handelt es sich um die ehemalige bayerische Gesandtschaft. Zudem erhielt die Schule einen Neubau, der an der Westseite des Schulhofes errichtet wurde. Der am 16. November 2007 in Betrieb genommene Neubau umfasst neben neuen Kunst- und Musikräumen auch eine Mensa.
Das Alte Gymnasium ist eines der fünf allgemeinbildenden städtischen Gymnasien in Oldenburg. Es steht in humanistischer Tradition und bietet aufbauend auf das Englische Latein-, Französisch- und Spanischunterricht an. Schüleraustauschprogramme bestehen mit Schulen in Frankreich und Polen. Es bestehen Kontakte zu weiteren Partnerschulen in Israel und China.
Das Logo des Alten Gymnasiums, das eine Frontalansicht des Hauptgebäudes zeigt, wurde vom Kunsterzieher und Germanisten Harry Schäfer entworfen und gezeichnet.
Das Holocaust-Mahnmal vor der Aula wurde vom Kunsterzieher und Ethiker Heinrich Gode entworfen; die grüne Farbe versinnbildliche, wie er in einem Artikel im AGO-Jahrbuch 2002 darlegt, das Prinzip Hoffnung.
Die Außenstelle Osternburg des AGO befindet sich im Stadtteil Osternburg im Gebäude der Oberschule Osternburg (Ehemals Realschule Osternburg) in der Gorch Fock-Straße 2.

## Besonderheiten des Lehrplans
Das Alte Gymnasium verfügt über die drei Profillinien: Kultur, Wirtschaft und Wissenschaft. Die traditionellen Stärken liegen im Bereich Sprachen und Musik sowie Wirtschaft, neuerdings mit Nachdruck auch in den Naturwissenschaften und im Bereich Informatik. Englisch wird in Stufe 5 als erste Fremdsprache von der Grundschule fortgeführt. In der Stufe 6 haben die Schüler dann die Wahl zwischen Französisch, Spanisch und Latein als zweiter Fremdsprache. Als einziges Oldenburger Gymnasium bietet die Schule interessierten Schülern zusätzlich die Möglichkeit, Latein schon ab Stufe 5 hinzuzuwählen. Ab Stufe 8 können Sprachbegabte Französisch als dritte Fremdsprache im Rahmen des Wahlpflichtangebotes belegen. Zudem eröffnet die Schule die Wahl, ab Stufe 11 eine dritte Fremdsprache (Spanisch oder Latein neubeginnend) zu lernen. Abgesehen von einem umfangreichen Chor- und Orchesterangebot, das das der meisten Schulen übertrifft, hat das Alte Gymnasium als musikalische Besonderheit eine eigene Streicherklasse eingerichtet. Das Wahlpflichtangebot der Stufen 8–10 (Stundentafel II) umfasst nicht nur Französisch als dritte Fremdsprache, sondern erlaubt den Schülern auch die individuelle Schwerpunktsetzung in den Bereichen Informatik, Naturwissenschaft, Wirtschaft-Umwelt oder Wirtschaft-Chinesisch. Als einzigem Gymnasium Niedersachsens wurde dem Alten Gymnasium Oldenburg vom Kultusministerium des Landes die Berechtigung erteilt, das Fach Wirtschaftslehre auf erhöhtem Anforderungsniveau zu unterrichten und als drittes Prüfungsfach zuzulassen. Wirtschaftslehre ist somit durchgängig von Klasse 8 bis Jahrgang 13 im Angebot. Zudem können Schüler einen naturwissenschaftlichen Schwerpunkt setzen. Das Alte Gymnasium unterstützt dies durch ein eigenes Nanolabor. Es ist zudem Gründungsmitglied des Forschungszentrums Nord-West und gehört dem Kreis der NaWigator-Schulen an.

## Trivia
- In Kai-Eric Fitzners 2015 erschienenem Debütroman Willkommen im Meer ist der Protagonist Tim Schäfer zuerst Schüler, dann Lehrer des AGO, das hier nur leicht verfremdet als „Alexander-von-Humboldt-Gymnasium“ dargestellt wird. Die Schüler kiffen, die Lehrer sind meistens Alkoholiker, und zum Schluss gelingt es Schäfer mit Hilfe seiner vermögenden Schwiegermutter, die Schule zu kaufen und endlich in eine Gesamtschule umzuwandeln, wo Schüler selbstbestimmt lernen können. Möglicherweise war der Autor früher Schüler des AGO.
- 1848 wurde mit der Camera obscura Oldenburgensis eine der ältesten Schülerverbindungen Deutschlands am AGO gegründet. Auch weitere Schülerverbindungen, wie die Prima Oldenburgensis, sind geschichtlich sehr mit der Schule verbunden.